# Богдановский сельсовет (Минская область)
Богдановский сельсовет (белор. Багданаўскі сельсавет) — упразднённая административная единица на территории Воложинского района Минской области Республики Беларусь.
Расположен на северо-западе Воложинского района. От административного центра сельсовета — агрогородка Богданов до районного центра — города Воложин 32 км. Через территорию сельсовета протекает река Ольшанка, которая является притоком реки Березина. На территории сельсовета находится железнодорожная станция Богданов на ветке Молодечно — Лида.

## История
12 октября 1940 года были образованы Войштовичский и Игнатовский сельские Советы (входили в состав Барановичской области).
С июня 1941 года по июль 1944 года, в связи с оккупацией территории БССР немецко-фашистскими захватчиками Войштовичский и Игнатовский сельсоветы временно приостанавливали свою деятельность.
16 июля 1954 после объединения Войштовичскиго и Игнатовского сельсоветов был образован Богдановский сельский Совет с центром в агрогородке Богданов.
Первым председателем Богдановского сельсовета был избран Мазало Иван Герасимович, секретарём — Руто Валентина Лукинична.
28 июня 2013 года Богдановский сельсовет упразднён. Населённые пункты включены в состав Вишневского сельсовета.

## Состав
Богдановский сельсовет включал 26 населённых пунктов:
- Березница — деревня.
- Богданово — деревня.
- Богданов — агрогородок.
- Войганы — деревня.
- Войштовичи — деревня.
- Гута — деревня.
- Данилки — деревня.
- Десятники — деревня.
- Долкневичи — деревня.
- Заречная — деревня.
- Иванишки — деревня.
- Игнатово — деревня.
- Каролиново — деревня.
- Котевщина — деревня.
- Красная Горка — деревня.
- Людымы — деревня.
- Лютошь — деревня.
- Мостище — деревня.
- Нарковщина — деревня.
- Ольшанка — деревня.
- Печевщина — деревня.
- Праца — деревня.
- Рымовичи — деревня.
- Сантоки — деревня.
- Селищи — деревня.
- Яхимовщина — деревня.

Упразднённые населённые пункты:
- Букаты — деревня.

## Производственная сфера
- СПК «Богдановский»
- Богдановское лесничество (площадь в 4,2 тысячи гектар)
- Молодечненская дистанция путей ПЧ-9
- Структурное подразделение гравийно-сортировочного завода «Боруны»
- Структурное подразделение базы по агрохимобслуживанию Воложинского РАПТ

## Социально-культурная сфера
- Богдановская врачебная амбулатория
- Фельдшерско-акушерский пункт в д. Войганы
- ГУО «Богдановская средняя общеобразовательная школа»
- Учреждение образования «Войгановский учебно-педагогический комплекс детский сад-базовая общеобразовательная школа»
- Богдановский детский сад
- Клуб и две библиотеки